# タクルン寺
タクルン寺（ - じ）は、カギュ派の支派であるタクルン・カギュ派の総本山である。創建は1180年。